# Antonio Mateu Lahoz
Antonio Mateu Lahoz (Algimia de Alfara, 1977. március 12.–) spanyol nemzetközi labdarúgó-játékvezető. Polgári foglalkozása testnevelő tanár.

## Pályafutása
Játékvezetésből 1992-ben Valenciában vizsgázott. 1992–1999 között a regionális liga osztályaiban tevékenykedett, amit 1999–2002 között a III. Liga követett. A Spanyol labdarúgó-szövetség (RFEF) Játékvezető Bizottságának (JB) minősítésével 2002-től a Liga Adelante (B;A), majd 2008-tól a Primera División játékvezetője. Küldési gyakorlat szerint rendszeres 4. bírói szolgálatot is végzett. Liga Adelante mérkőzéseinek száma: 119 (2002–2008). Primera División mérkőzéseinek száma: 142 (2015. május 17.). Vezetett kupadöntők száma: 2 (2014).
| Időpont              | Helyszín                               | Mérkőzés típusa                   | Mérkőzés                     | Eredmény |
| -------------------- | -------------------------------------- | --------------------------------- | ---------------------------- | -------- |
| 2008. szeptember 13. | Estadio Ramón Sánchez Pizjuán, Sevilla | első Primera División mérkőzése   | Sevilla FC–Sporting de Gijón | 4 – 3    |
| 2015. május 17.      | Estadio Nuveo Arcángel, Córdoba        | utolsó Primera División mérkőzése | Córdoba CF–Rayo Vallecano    | 1 – 2    |

A RFEF JB küldésére vezette a  Spanyol labdarúgókupa döntőt.
| Időpont           | Helyszín                   | Mérkőzés típusa | Mérkőzés                    | Eredmény | Nézők száma |
| ----------------- | -------------------------- | --------------- | --------------------------- | -------- | ----------- |
| 2014. április 16. | Estadio Mestalla, Valencia | döntő           | FC Barcelona–Real Madrid CF | 1 – 2    | 55 000      |

A RFEF JB küldésére irányította a Spanyol labdarúgó-szuperkupa döntőt.
| Időpont             | Helyszín                          | Mérkőzés típusa        | Mérkőzés                    | Eredmény |
| ------------------- | --------------------------------- | ---------------------- | --------------------------- | -------- |
| 2012. augusztus 29. | Santiago Bernabéu stadion, Madrid | döntő második mérkőzés | Real Madrid CF–FC Barcelona | 2 – 1    |

A Spanyol labdarúgó-szövetség JB terjesztette fel nemzetközi játékvezetőnek, a Nemzetközi Labdarúgó-szövetség (FIFA) 2011-től tartja nyilván bírói keretében. A FIFA JB központi nyelvei közül a spanyolt beszéli. Több nemzetek közötti válogatott (Labdarúgó-világbajnokság, Labdarúgó-Európa-bajnokság, Olimpiai játékok), valamint Európa-liga és UEFA-bajnokok ligája klubmérkőzést vezetett, vagy működő társának 4. bíróként segített. A spanyol nemzetközi játékvezetők rangsorában, a világbajnokság-Európa-bajnokság sorrendjében többedmagával a 18. helyet foglalja el 5 találkozó szolgálatával. Európában a legtöbb válogatott mérkőzést vezetők rangsorában többedmagával, 9 (2011. augusztus 10.– 2015. november 13.) találkozóval tartják nyilván.
| Időpont           | Helyszín                 | Mérkőzés típusa           | Mérkőzés         | Eredmény |
| ----------------- | ------------------------ | ------------------------- | ---------------- | -------- |
| 2011. március 26. | Kijelölt Stadion, Madrid | első nemzetközi mérkőzése | Ecuador–Kolumbia | 0 – 2    |

A 2015-ös U20-as labdarúgó-világbajnokságon a FIFA JB bírói szolgálatra vette igénybe.
| Időpont          | Helyszín                        | Mérkőzés típusa              | Mérkőzés                   | Eredmény | Nézők száma |
| ---------------- | ------------------------------- | ---------------------------- | -------------------------- | -------- | ----------- |
| 2015. június 2.  | Marcel Saupin Stadion, Auckland | csoportmérkőzés (A. csoport) | Új-Zéland–Egyesült Államok | 0 – 4    | 15 678      |
| 2015. június 10. | Otago Stadium, Dunedin          | egyik nyolcaddöntő           | Szerbia–Magyarország       | 1 – 0    | 5149        |

A 2014-es labdarúgó-világbajnokságon a FIFA JB játékvezetőként alkalmazta. Selejtező mérkőzéseket az UEFA zónában vezetett.
| Időpont             | Helyszín                   | Mérkőzés típusa                     | Mérkőzés                   | Eredmény | Nézők száma |
| ------------------- | -------------------------- | ----------------------------------- | -------------------------- | -------- | ----------- |
| 2012. szeptember 7. | Lokomotiv Stadion, Moszkva | (2014 vb) előselejtező (F. csoport) | Oroszország–Észak-Írország | 2 – 0    | 14 300      |

A 2012-es labdarúgó-Európa-bajnokságon, valamint a 2016-os labdarúgó-Európa-bajnokságon az UEFA JB játékvezetőként foglalkoztatta. 
| Időpont             | Helyszín                                         | Mérkőzés típusa                     | Mérkőzés                                 | Eredmény | Nézők száma |
| ------------------- | ------------------------------------------------ | ----------------------------------- | ---------------------------------------- | -------- | ----------- |
| 2011. október 11.   | Adriatico - Giovanni Cornacchia Stadion, Pescara | (2012 eb) előselejtező (C. csoport) | Olaszország–Északír labdarúgó-válogatott | 3 – 0    | 19 480      |
| 2014. október 10.   | Vaszil Levszki Stadion, Szófia                   | (2016 eb) előselejtező (H. csoport) | Bulgária–Horvátország                    | 0 – 1    | 30 062      |
| 2014 november 16.   | Sammy Ofer Stadion, Haifa                        | (2016 eb) előselejtező (B. csoport) | Izrael–Bosznia-Hercegovina               | 3 – 0    | 32 000      |
| 2015. szeptember 6. | Torku Arena, Konya                               | (2016 eb) előselejtező (A. csoport) | Törökország–Hollandia                    | 3 – 0    | 41 007      |

A 2016. évi nyári olimpiai játékokra a FIFA JB bírói szolgálatra jelölte.
| Időpont             | Helyszín                                    | Mérkőzés típusa              | Mérkőzés                         | Eredmény | Nézők száma |
| ------------------- | ------------------------------------------- | ---------------------------- | -------------------------------- | -------- | ----------- |
| 2016. augusztus 4.  | Estádio Nacional de Brasília, Brazíliaváros | csoportmérkőzés (A. csoport) | Brazília–Dél-afrikai Köztársaság | 0 – 0    | 69 389      |
| 2016. augusztus 10. | Estádio Nacional de Brasília, Brazíliaváros | csoportmérkőzés (D. csoport) | Argentína–Honduras               | 1 – 1    | 16 029      |

A 2022-es labdarúgó-világbajnokságon a FIFA JB játékvezetőként alkalmazta. Több mérkőzést is vezetett.
| Időpont            | Helyszín                                  | Mérkőzés típusa             | Mérkőzés                | Eredmény                                        | Nézők száma | Jegyzőkönyv |
| ------------------ | ----------------------------------------- | --------------------------- | ----------------------- | ----------------------------------------------- | ----------- | ----------- |
| 2022. november 25. | Katar - al-Thumama Stadion, Doha          | csoportmérkőzés (A csoport) | Katar - Szenegál        | 1 - 3, (0 - 1)                                  | 41 797      | jegyzőkönyv |
| 2022. november 29. | Katar - al-Thumama Stadion, Doha          | csoportmérkőzés (B csoport) | Irán - Egyesült Államok | 0 - 1, (0 - 1)                                  | 42 127      | jegyzőkönyv |
| 2022. december 9.  | Katar - Loszaíli Nemzeti Stadion, Loszaíl | negyeddöntő                 | Hollandia - Argentína   | 2 - 2 (h.u.), (0 - 1), (2 - 2) 3 - 4 (büntetők) | 88 235      | jegyzőkönyv |